# Боярка (Каракулинський район)
Боя́рка (рос. Боярка, удм. Боярка) — присілок у складі Каракулинського району Удмуртії, Росія.
Населення — 420 осіб (2010; 509 у 2002).
Національний склад:
- росіяни — 91 %